# Doombound
Doombound es el título del sexto álbum del grupo de metal finlandés Battlelore. Se ha publicado una versión digipack que incluye el disco, un DVD con extras y un póster. Está disponible en la página web de su productora, Napalm Records. El álbum hace un recorrido narrativo por la novela Los hijos de Húrin, obra póstuma del escritor británico J. R. R. Tolkien, centrándose principalmente en el personaje de Túrin Turambar.
Según se afirma en el blog de la propia banda: «empezaremos las grabaciones de nuestro próximo álbum a primeros de junio en los Sound Supreme Studios (Hämeenlinna, Finlandia) con Janne Saksa, que hará la ingeniería y producirá el álbum. El legendario Dan Swanö hará las mezclas y el mastering y esperamos tener el paquete de batalla completo a principios de otoño de 2010. Estilísticamente, ¡hemos regresado al viejo estilo de la escuela de canciones con baterías machaconas y guitarras rápidas! Este también será nuestro primer álbum conceptual, pues sus canciones relatarán la historia de Túrin Turambar, el héroe trágico de Tolkien».
La promoción comenzó con la publicación en internet de una muestra de la canción «Kärmessurma». El álbum fue lanzado en primer lugar el 26 de enero de 2011 en Finlandia, Suecia y España. El día 28 del mismo mes en Alemania, Austria, el Benelux e Italia; y el 31 en el resto de Europa. El 8 de febrero se publicó en Estados Unidos y Canadá.

## Formación
- Kaisa Jouhki: voz;
- Tomi Mykkänen: voz;
- Jussi Rautio: guitarra;
- Jyri Vahvanen: guitarra;
- Timo Honkanen: bajo;
- Henri Vahvanen: batería;
- Maria Honkanen: teclado y flauta.

## Lista de canciones
| N.º | Título                 | Duración |  |
| 1.  | «Bloodstained»         | 4:34     |  |
| 2.  | «Iron of Death»        | 4:42     |  |
| 3.  | «Bow and Helm»         | 3:56     |  |
| 4.  | «Enchanted»            | 5:40     |  |
| 5.  | «Kärmessurma»          | 4:23     |  |
| 6.  | «Olden Gods»           | 4:21     |  |
| 7.  | «Fate of the Betrayed» | 5:08     |  |
| 8.  | «Men as Wolves»        | 4:38     |  |
| 9.  | «Last of the Lords»    | 5:43     |  |
| 10. | «Doombound»            | 8:02     |  |
| 11. | «Kielo» (instrumental) | 2:57     |  |

### BonusDVD:10 Years of Battlelore
|     |                                                                 |          |  |  |  |  |  |  |  |  |
| N.º | Título                                                          | Duración |  |  |  |  |  |  |  |  |
| 1.  | «Live at Club Nosturi 2008»                                     |          |  |  |  |  |  |  |  |  |
| 2.  | «Live at Club Nosturi 2009»                                     |          |  |  |  |  |  |  |  |  |
| 3.  | «Third Immortal» (videoclip)                                    |          |  |  |  |  |  |  |  |  |
| 4.  | «House of Heroes» (videoclip)                                   |          |  |  |  |  |  |  |  |  |
| 5.  | «Storm of the Blades» (videoclip)                               |          |  |  |  |  |  |  |  |  |
| 6.  | «Journey to Undying Lands» (videoclip)                          |          |  |  |  |  |  |  |  |  |
| 7.  | «Tour Report: Europe Tour 2007, Finnish Tour 2008» (documental) |          |  |  |  |  |  |  |  |  |
| 8.  | «Photogalleries» (galerías de fotos)                            |          |  |  |  |  |  |  |  |  |